# Aquaduct van Roquefavour

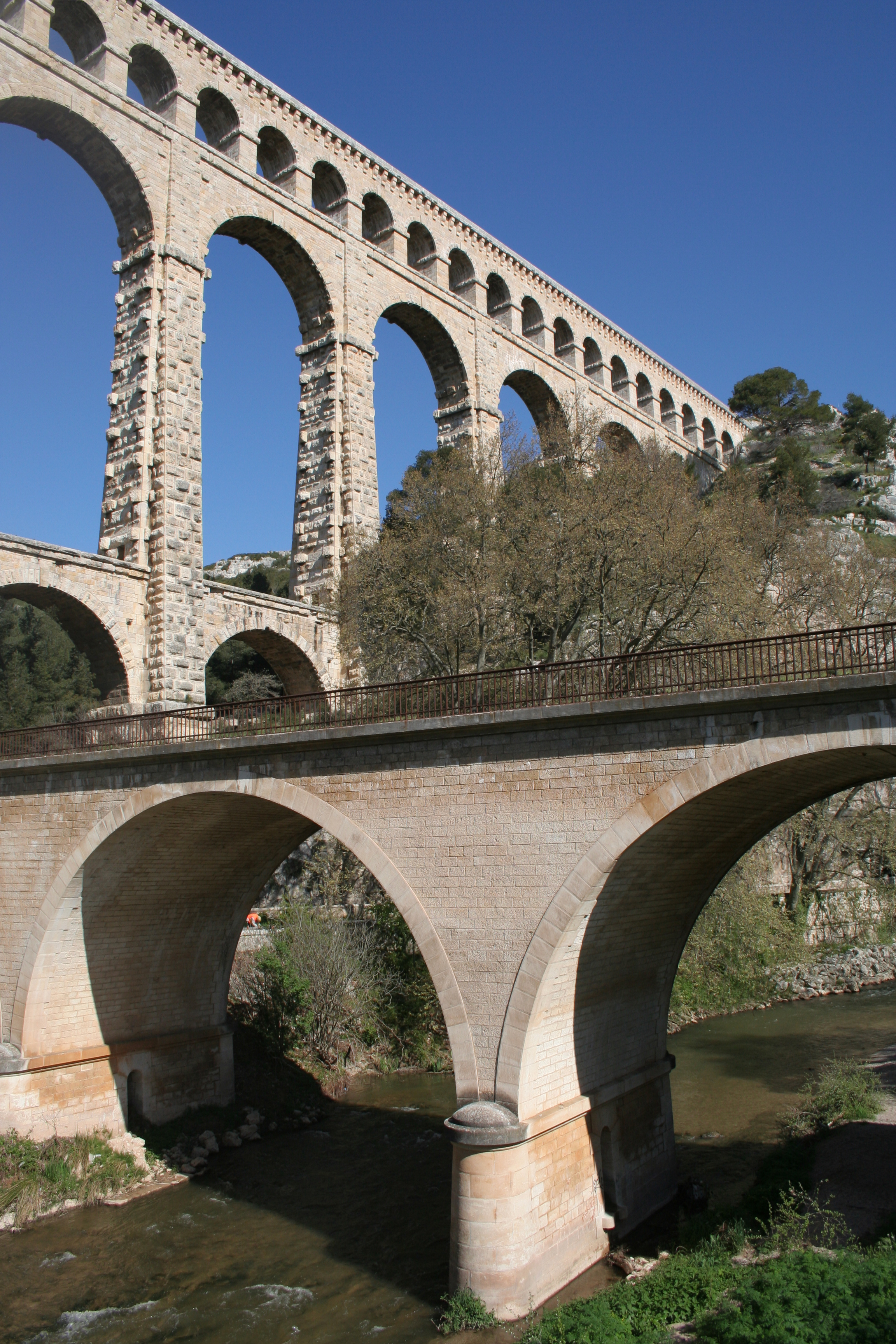
Aquaduct, spoorlijn en het riviertje l'Arc

Het Aquaduct van Roquefavour (Frans: Aqueduc de Roquefavour) is een aquaduct in het departement Bouches-du-Rhône in Zuid-Frankrijk. Het bouwwerk ligt in de gemeente Ventabren en is onderdeel van het Canal de Marseille, een kanaal dat drinkwater aanvoert vanaf de Durance naar de stad Marseille. De vallei van Arc wordt overspannen door het bouwwerk met een totale lengte van 393 meter en maximale hoogte van 82,6 meter. Het aquaduct werd gebouwd in de periode 1841 tot 1847 onder leiding van de weg- en waterbouwkundig ingenieur Franz Mayor de Montricher. Het aquaduct en kanaal zijn tot op heden in gebruik.
In 2005 wordt het bouwwerk als historisch monument geclassificeerd.